# Ислам в Новой Зеландии
Исламская община в Новой Зеландии, согласно переписи населения 2006 года, насчитывала 36 072 человек, причём только за предшествующие пять лет её численность выросла более чем в полтора раза (с 23 631 человека в 2001 г.).

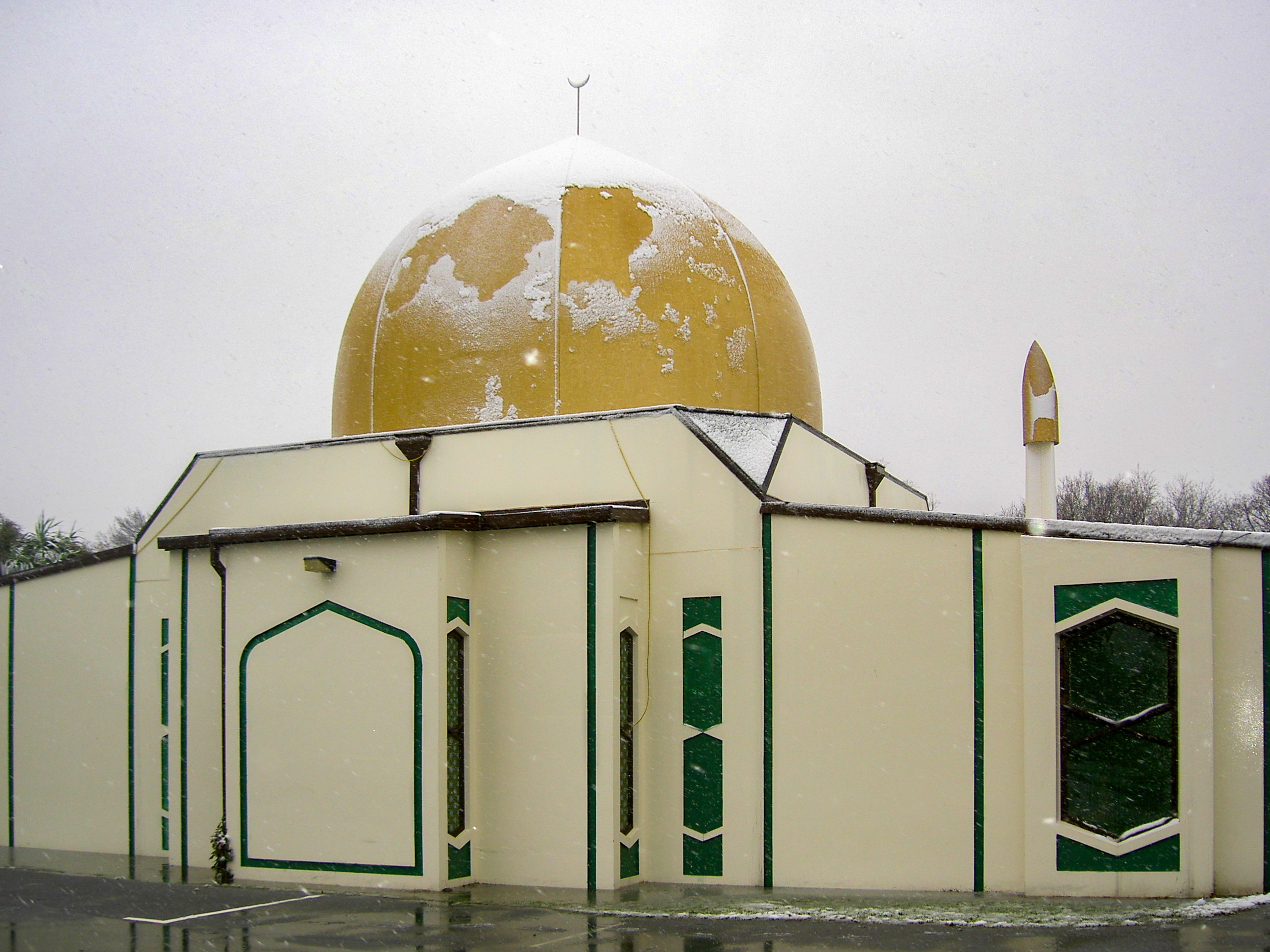
Кентерберийская мечеть, июнь 2006 г.

Первые мусульмане появились в Новой Зеландии в 1870-е гг. с приездом группы китайцев-золотоискателей, работавших в регионе Отаго. С 1900-х гг. к ним добавилась постепенно возраставшая иммиграция из Индии. В 1951 г. в Новую Зеландию прибыло судно с мусульманскими эмигрантами из Европы — среди них, в частности, был косовский албанец Мазхар Красники, в дальнейшем многолетний глава созданной годом ранее Новозеландской исламской ассоциации (англ. New Zealand Muslim Association), функционировавшей преимущественной на региональном уровне, в Окленде и окрестностях. В 1959 г. многонациональная исламская община приобрела здание, в котором открылся общинный центр, а в следующем году в Новую Зеландию прибыл первый имам, Маулана Саид Муса Пател из Гуджарата. В 1979 г. три региональные исламские организации объединились в Федерацию исламских ассоциаций Новой Зеландии (англ. Federation of Islamic Associations of New Zealand), и Красники стал её первым президентом; его сменил доктор Ашраф Чоудхари, в дальнейшем депутат новозеландского парламента.
Бурный рост мусульманской общины начиная с 1990-х гг. связан, главным образом, с постоянным притоком в страну беженцев из таких стран, как Фиджи, Сомали, Афганистан, Ирак, Босния и Герцеговина. Кроме того, свой вклад в этот процесс вносят многочисленные студенты из Малайзии и Сингапура, обучающиеся в новозеландских университетах.